# Pausânias (general)
Pausânias (ca. 515 a.C. – 470 a.C.), filho de Cleômbroto (regente), foi um general espartano, líder das forças gregas na Batalha de Plateias. Posteriormente, foi acusado de trair os espartanos ao conspirar com Xerxes I, sendo condenado à morte e morrendo de inanição.

## Vida
Nascido como membro da casa real dos Ágidas fora da linhagem direta pelo trono, foi filho do regente Cleômbroto (regente) e sobrinho de Leónidas I. Após a morte de Leônidas, tornou-se regente de seu filho Plistarco que a essa altura era jovem demais para exercer sua posição como rei.
Destacou-se militarmente por seu papel de liderança na Batalha de Plateias, evento fundamental para que os gregos contessem a segunda invasão persa no contexto das Guerras Médicas. Após esse evento, quando Esparta percebeu o aumento de influência ateniense na costa jônica, Pausânias foi enviado para lá.
Em 478 a.C., Pausânias foi acusado de conspirar junto a Xerxes I e foi convocado de volta à Esparta. Entre as acusações postas estava a de que após conquistar Bizâncio e Chipre, o líder espartano havia libertado prisioneiros próximos ao governante persa. A defesa de Pausânias foi a de que tais prisioneiros escaparam. Outra acusasão foi a de que Pausânias havia trocado cartas com Xerxes oferecendo colaborar com a conquista do territórios gregos em troca da mão de uma de suas filhas. Contudo, por falta de provas Pausânias foi dispensado do julgamento, indo embora da cidade . Posteriormente, Pausânias passou a ser acusado de oferecer liberdade a hilotas caso se somassem a revoltas sob seu comando bem como surgiram evidências sobre suas trocas de cartas com os persas - evidências que variam de acordo com o relato de Tucídides e Diodoro Sículo.
Na versão mais aceita, Pausânias havia escrito em sua carta para o rei persa que matassem o mensageiro após a entrega. Confrontado pelo mensageiro sobre isso, Pausânias se desculpou, porém sem saber que estava sendo ouvido pelos Éforos em plano tramado junto ao mensageiro. Ciente de sua situação, refugiou-se em um templo. Lá foi trancado e largado para morrer de inanição, sendo renegado até mesmo por sua própria mãe.

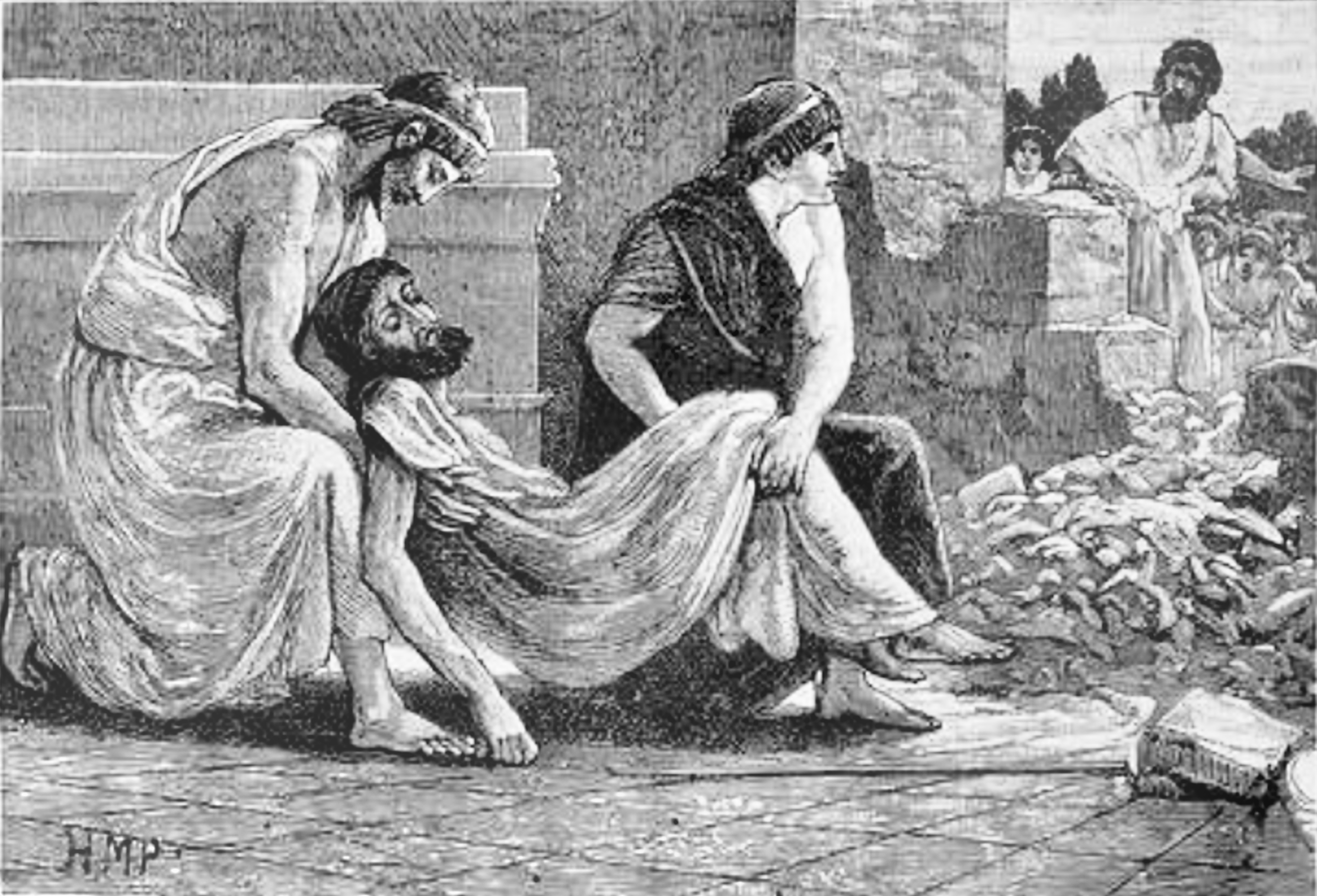
Morte de Pausânias.

## Família e árvore genealógica.
Ele nunca se tornou rei, mas seu filho Plistóanex sim, sucedendo Plistarco. 
Árvore genealógica baseada nas Histórias (Heródoto) e na Descrição da Grécia (Pausânias). Demais filhos de Anaxândrides omitidos por simplificação:
|            |            |            |            |            |            | Anaxândrides II |  |  |  |  |  |                      |                      |                      |                      |                      |                      |  |  |  |  |  |  |  |  |  |  |  |  |
|            |            |            |            |            |            |                 |  |  |  |  |  |                      |                      |                      |                      |                      |                      |  |  |  |  |  |  |  |  |  |  |  |  |
|            |            |            |            |            |            |                 |  |  |  |  |  |                      |                      |                      |                      |                      |                      |  |  |  |  |  |  |  |  |  |  |  |  |
| Leônidas I | Leônidas I | Leônidas I | Leônidas I | Leônidas I | Leônidas I |                 |  |  |  |  |  | Cleômbroto (regente) | Cleômbroto (regente) | Cleômbroto (regente) | Cleômbroto (regente) | Cleômbroto (regente) | Cleômbroto (regente) |  |  |  |  |  |  |  |  |  |  |  |  |
| Leônidas I | Leônidas I | Leônidas I | Leônidas I | Leônidas I | Leônidas I |                 |  |  |  |  |  | Cleômbroto (regente) | Cleômbroto (regente) | Cleômbroto (regente) | Cleômbroto (regente) | Cleômbroto (regente) | Cleômbroto (regente) |  |  |  |  |  |  |  |  |  |  |  |  |
| Plistarco  | Plistarco  | Plistarco  | Plistarco  | Plistarco  | Plistarco  |                 |  |  |  |  |  | Pausânias (general)  | Pausânias (general)  | Pausânias (general)  | Pausânias (general)  | Pausânias (general)  | Pausânias (general)  |  |  |  |  |  |  |  |  |  |  |  |  |
| Plistarco  | Plistarco  | Plistarco  | Plistarco  | Plistarco  | Plistarco  |                 |  |  |  |  |  | Pausânias (general)  | Pausânias (general)  | Pausânias (general)  | Pausânias (general)  | Pausânias (general)  | Pausânias (general)  |  |  |  |  |  |  |  |  |  |  |  |  |
|            |            |            |            |            |            |                 |  |  |  |  |  | Plistóanex           |                      |                      |                      |                      |                      |  |  |  |  |  |  |  |  |  |  |  |  |